# قاعدة سبها الجوية
قاعدة سبها الجوية (وتسمى أيضًا قاعدة تامانهنت الجوية) هي قاعدة لـلقوات الجوية الليبية جنوب شرق سبها، ليبيا.
يشترك المطار في مدرجه مع مطار سبها الدولي.

## التاريخ
كانت تستخدم لدعم قاذفة توبوليف تو-22، وهي غير صالحة للعمل؛ منذ عام 1992 على الأقل

## الاستخدام الحالي
القاعدة هي موطن للأسراب الأولى و 1025 من الطائرات المقاتلة ميكويان جوريفيتش ميج-25. تعرضت للقصف من قبل طائرات التحالف خلال الحرب الأهلية الليبية (2011).

#### توسع
يُظهر جوجل إيرث بناء 36 طائرة مُقاتلة في الركن الجنوبي الشرقي. طائرات مقاتلة من ميكويان جوريفيتش ميج-25 على مدرج مستطيل كبير في الربع الجنوبي الغربي من القاعدة.